# Víctor Hugo Trespalacios
Víctor Hugo Trespalacios (Barranquilla, Atlántico, Colombia, 7 de junio de 1968) es un actor y cineasta colombiano.

## Carrera
Trespalacios inició su carrera en la televisión colombiana en la década de 1990, registrando su primera aparición notable en la telenovela Me llaman Lolita en 1999. En la siguiente década actuó en variedad de series de televisión en su país, entre las que destacan Un ángel llamado Azul, Sin vergüenza y Victoria. En la década de 2010 interpretó papeles como el de Eugenio en El Joe, la leyenda, de Bartolomé en Alias el Mexicano, del Mono Arjona en Diomedes, el Cacique de La Junta y de Juacho Teherán en Tarde lo conocí. En 2021 estrenó su ópera prima como director, la película Mi amigo Shakespeare, donde ofició además como guionista, productor y actor protagónico.
En 2012 obtuvo una nominación a los Premios India Catalina en la categoría de mejor actor de reparto por su desempeño en la serie El Joe, la leyenda. Cuatro años después fue nominado en la categoría de mejor actor antagónico por su papel en Diomedes, el Cacique de La Junta. También fue nominado en los Premios TV y Novelas por su participación en ambas producciones televisivas.

## Filmografía destacada

### Televisión
- 2023 - Los medallistas
- 2020 - La venganza de Analía
- 2017 - 2018 - Tarde lo conocí
- 2016 - Fragmentos de amor
- 2015 - Diomedes, el Cacique de La Junta
- 2013 - Tu voz estéreo
- 2013 - Alias el Mexicano
- 2011 - El Joe, la leyenda
- 2009 - El penúltimo beso
- 2008 - 2010 - Oye bonita
- 2007 - 2008 - Victoria
- 2007 - Sin vergüenza
- 2003 - 2004 - Un ángel llamado Azul
- 2000 - La caponera
- 1999 - 2000 - Me llaman Lolita
- 1999 - Hombres de honor
- 1995 - 1996 - María Bonita

### Cine
- 2023 - El Paseo 7[9]
- 2021 - Mi amigo Shakespeare
- 2016 - Blues 72
- 2006 - Anillo de compromiso
- 2004 - Sin Amparo